# Brasão de armas da Bósnia e Herzegovina
O Brasão de Armas da Bósnia e Herzegovina, foi adoptado em 1998, substituindo um design mais velho, utilizado desde 1991, aquando a independência da Bósnia.
O brasão de armas segue o desenho da bandeira nacional. O triângulo é supostamente a simbologia dos três principais grupos étnicos da Bósnia, bem como a forma da nação. As estrelas substituíram a flor-de-lis que se encontrava no antigo brasão de armas, a fim de evitar a singularização da Bósnia, e possivelmente para copiar a bandeira da União Europeia devido a um desejo da Bósnia e Herzegovina aderir à mesma.